# Gijs Steinmann
Gijsbertus (Gijs) Steinmann (Utrecht, 2 april 1961) is een voormalig Nederlands voetballer. Hij stond onder contract bij AZ, FC Den Bosch '67, FC Utrecht, Dundee United FC, SC Heracles '74 en Go Ahead Eagles.
Hij werkt in 2014 voor een bedrijf in koffie- en snackautomaten en woont in Houten.